# فلج (خرمدره)
فَلْج یک روستا در ایران است که در دهستان خرمدره واقع شده‌است. فلج ۷۲۲ نفر جمعیت دارد.